# Ténaro-fok
A Ténaro-fok (görögül: Ακρωτήριον Ταίναρον), más néven Matapan-fok (görögül: Κάβο Ματαπάς) földnyelv, ami Görögországban, a Peloponnészoszi-félsziget délnyugati csücskén található. Itt vívták a Matapan-foki tengeri csatát. A fok Peloponnészoszon belül a Mani-félszigeten, Lakóniában (másik nevén Lakedaimón) helyezkedik el. Utóbbi terület az ókorban a spártai államszövetséghez tartozott. A Matapan-fok a görög szárazföld legdélibb pontja, a Meszíni-öblöt választja el a Lakóniai-öböltől.
A Matapan-fok területére 1882-ben egy világítótornyot építettek. Az építmény négyszögletű, henger alakú, kőből épített tornyának a magassága tizenhat méter. A jelenleg is üzemelő torony fókusztávolsága mintegy negyvenegy méter a tengerszinttől számítva, és minden húsz másodpercben ad le két fehér fényjelzést. A második világháború idején a torony nem működött egészen 1945-ig, amikor a Görög Haditengerészet úgy döntött, hogy újjáépíti az ország világítótorony-hálózatát.

## Történelme
A Matapan-fok évezredeken keresztül fontos hely volt. Csúcsánál egy barlang van, amelyről a régi görög legendák úgy tartották, hogy az Hadésznak, a halál istenének lakóhelye. A régi spártaiak számos templomot építettek a különböző istenek tiszteletére. A barlang fölötti dombon találhatók a tenger istenének, Poszeidónnak szentelt templom romjai. A Bizánci Birodalom korában a templomot keresztény templommá alakították, ahol a hívők még ma is keresztény szertartásokat folytatnak. A Matapan-fok egy időben olyan hely volt, ahol zsoldosok vártak arra, hogy foglalkoztassák őket.

### A Matapan-foki csata
1941. március 27. és 29. között egy jelentős tengeri csata, a Matapan-foki csata zajlott le a Brit Királyi Haditengerészet és az Ausztrál Királyi Haditengerészet néhány hajója, valamint az Olasz Királyi Haditengerészet (Regia Marina) között, amelyből a britek kerültek ki győztesen. A csata fő eredménye az volt, hogy drasztikusan csökkentette a jövőbeni olasz tengerészeti tevékenységet a keleti mediterrán térségben.